# Дмитряшевка
Дмитряшевка (рос. Дмитряшевка) — село в Хлевенському районі Липецької області Російської Федерації.
Населення становить 1570  осіб. Належить до муніципального утворення Дмитряшевська сільрада.

## Історія
З 13 червня 1934 до 1954 року у складі Воронезької області. Відтак входить до складу Липецької області.
Згідно із законом від 2 липня 2004 року №114-оз органом місцевого самоврядування є Дмитряшевська сільрада.

## Населення
| 2009 | 2010  |
| ---- | ----- |
| 1641 | ↘1570 |